# Darkness and Hope
 (octobre 2017).
Si vous disposez d'ouvrages ou d'articles de référence ou si vous connaissez des sites web de qualité traitant du thème abordé ici, merci de compléter l'article en donnant les références utiles à sa vérifiabilité et en les liant à la section « Notes et références ».
Albums de Moonspell
The Butterfly Effect
(1999) The Antidote
(2003)
Singles
1. Nocturna
Sortie : 2001

Darkness and Hope est le cinquième album du groupe de metal gothique portugais Moonspell, sorti en 2001
Plusieurs versions de l'album sont diffusées, présentant différentes pistes bonus.
L'édition standard européenne inclut une reprise du titre Os Senhores da guerra, à l'origine du groupe portugais Madredeus, tandis que l'édition américaine inclus la reprise du morceau Mr. Crowley, initialement du chanteur de heavy metal britannique Ozzy Osbourne. La version brésilienne fournit, quant à elle, une reprise de Love Will Tear Us Apart, une chanson du groupe de rock britannique Joy Division.
La pochette de l'album arbore le « trident Moonspell » conçu par un artiste polonais, Wojciech Blasiak. Ce signe devient, dès lors, le symbole distinctif et artwork du groupe.

## Liste des titres
Toutes les chansons sont écrites et composées par Fernando Ribeiro, Moonspell.
| Édition standard Europe | Édition standard Europe                                                      | Édition standard Europe | Édition standard Europe | Édition standard Europe | Édition standard Europe | Édition standard Europe | Édition standard Europe | Édition standard Europe | Édition standard Europe |
| No                      | Titre                                                                        | Durée                   |                         |                         |                         |                         |                         |                         |                         |
| ----------------------- | ---------------------------------------------------------------------------- | ----------------------- | ----------------------- | ----------------------- | ----------------------- | ----------------------- | ----------------------- | ----------------------- | ----------------------- |
| 1.                      | Darkness and Hope                                                            | 4:47                    |                         |                         |                         |                         |                         |                         |                         |
| 2.                      | Firewalking                                                                  | 3:06                    |                         |                         |                         |                         |                         |                         |                         |
| 3.                      | Nocturna                                                                     | 3:52                    |                         |                         |                         |                         |                         |                         |                         |
| 4.                      | Heartshaped Abyss                                                            | 4:08                    |                         |                         |                         |                         |                         |                         |                         |
| 5.                      | Devilred                                                                     | 3:26                    |                         |                         |                         |                         |                         |                         |                         |
| 6.                      | Ghostsong                                                                    | 4:21                    |                         |                         |                         |                         |                         |                         |                         |
| 7.                      | Rapaces                                                                      | 5:32                    |                         |                         |                         |                         |                         |                         |                         |
| 8.                      | Made of Storm                                                                | 4:09                    |                         |                         |                         |                         |                         |                         |                         |
| 9.                      | How We Became Fire                                                           | 5:48                    |                         |                         |                         |                         |                         |                         |                         |
| 10.                     | Than the Serpents in My Arms                                                 | 5:54                    |                         |                         |                         |                         |                         |                         |                         |
| 11.                     | Os Senhores da guerra (Reprise de Madredeus, album O espirito da paz (1994)) | 6:33                    |                         |                         |                         |                         |                         |                         |                         |
| 51:34                   |                                                                              |                         |                         |                         |                         |                         |                         |                         |                         |

| Édition alternative États-Unis (Century Media, 18 septembre 2001) | Édition alternative États-Unis (Century Media, 18 septembre 2001)    | Édition alternative États-Unis (Century Media, 18 septembre 2001) | Édition alternative États-Unis (Century Media, 18 septembre 2001) | Édition alternative États-Unis (Century Media, 18 septembre 2001) | Édition alternative États-Unis (Century Media, 18 septembre 2001) | Édition alternative États-Unis (Century Media, 18 septembre 2001) | Édition alternative États-Unis (Century Media, 18 septembre 2001) | Édition alternative États-Unis (Century Media, 18 septembre 2001) | Édition alternative États-Unis (Century Media, 18 septembre 2001) |
| No                                                                | Titre                                                                | Durée                                                             |                                                                   |                                                                   |                                                                   |                                                                   |                                                                   |                                                                   |                                                                   |
| ----------------------------------------------------------------- | -------------------------------------------------------------------- | ----------------------------------------------------------------- | ----------------------------------------------------------------- | ----------------------------------------------------------------- | ----------------------------------------------------------------- | ----------------------------------------------------------------- | ----------------------------------------------------------------- | ----------------------------------------------------------------- | ----------------------------------------------------------------- |
| 11.                                                               | Mr. Crowley (Reprise de Ozzy Osbourne, album Blizzard of Ozz (1980)) | 4:27                                                              |                                                                   |                                                                   |                                                                   |                                                                   |                                                                   |                                                                   |                                                                   |
| 49:33                                                             |                                                                      |                                                                   |                                                                   |                                                                   |                                                                   |                                                                   |                                                                   |                                                                   |                                                                   |

| Titre bonus - Édition Brésil (Century Media, 2001) | Titre bonus - Édition Brésil (Century Media, 2001)       | Titre bonus - Édition Brésil (Century Media, 2001) | Titre bonus - Édition Brésil (Century Media, 2001) | Titre bonus - Édition Brésil (Century Media, 2001) | Titre bonus - Édition Brésil (Century Media, 2001) | Titre bonus - Édition Brésil (Century Media, 2001) | Titre bonus - Édition Brésil (Century Media, 2001) | Titre bonus - Édition Brésil (Century Media, 2001) | Titre bonus - Édition Brésil (Century Media, 2001) |
| No                                                 | Titre                                                    | Durée                                              |                                                    |                                                    |                                                    |                                                    |                                                    |                                                    |                                                    |
| -------------------------------------------------- | -------------------------------------------------------- | -------------------------------------------------- | -------------------------------------------------- | -------------------------------------------------- | -------------------------------------------------- | -------------------------------------------------- | -------------------------------------------------- | -------------------------------------------------- | -------------------------------------------------- |
| 12.                                                | Love Will Tear Us Apart (Reprise de Joy Division (1980)) | 3:39                                               |                                                    |                                                    |                                                    |                                                    |                                                    |                                                    |                                                    |
| 55:13                                              |                                                          |                                                    |                                                    |                                                    |                                                    |                                                    |                                                    |                                                    |                                                    |

| Vidéo bonus - Édition limitée enhanced digipack (Century Media, 27/08/2001) | Vidéo bonus - Édition limitée enhanced digipack (Century Media, 27/08/2001) | Vidéo bonus - Édition limitée enhanced digipack (Century Media, 27/08/2001) | Vidéo bonus - Édition limitée enhanced digipack (Century Media, 27/08/2001) | Vidéo bonus - Édition limitée enhanced digipack (Century Media, 27/08/2001) | Vidéo bonus - Édition limitée enhanced digipack (Century Media, 27/08/2001) | Vidéo bonus - Édition limitée enhanced digipack (Century Media, 27/08/2001) | Vidéo bonus - Édition limitée enhanced digipack (Century Media, 27/08/2001) | Vidéo bonus - Édition limitée enhanced digipack (Century Media, 27/08/2001) | Vidéo bonus - Édition limitée enhanced digipack (Century Media, 27/08/2001) |
| No                                                                          | Titre                                                                       | Album original                                                              | Durée                                                                       |                                                                             |                                                                             |                                                                             |                                                                             |                                                                             |                                                                             |
| --------------------------------------------------------------------------- | --------------------------------------------------------------------------- | --------------------------------------------------------------------------- | --------------------------------------------------------------------------- | --------------------------------------------------------------------------- | --------------------------------------------------------------------------- | --------------------------------------------------------------------------- | --------------------------------------------------------------------------- | --------------------------------------------------------------------------- | --------------------------------------------------------------------------- |
| 12.                                                                         | Magdalene (Special Video Remix)                                             | The Butterfly Effect (1999)                                                 | 3:59                                                                        |                                                                             |                                                                             |                                                                             |                                                                             |                                                                             |                                                                             |
| 13.                                                                         | Butterfly FX (Uncensored Version)                                           | 2econd Skin (EP, 1997)                                                      | 3:51                                                                        |                                                                             |                                                                             |                                                                             |                                                                             |                                                                             |                                                                             |
| 59:24                                                                       |                                                                             |                                                                             |                                                                             |                                                                             |                                                                             |                                                                             |                                                                             |                                                                             |                                                                             |

## Crédits
| - Fernando Ribeiro : chant - Miguel Gaspar : batterie - Sérgio Crestana : basse - Ricardo Amorim : guitare - Pedro Paixão : clavier, synthétiseur - MS Coiro, Special K : chœurs | - Production, mixage : Hiili Hiilesmaa - Mastering : Mika Jussila - Artwork ("Moonspell Imaginarium") : Wojtek Blasiak - Photographie : Naked Productions, Paulo Moreira |